# Lundamo
Lundamo este o localitate din comuna Melhus, provincia Sør-Trøndelag, Norvegia, cu o suprafață de 0,77 km² și o populație de 1.079 locuitori (2013).